# Max Hegele
Maximilian Hegele (Vienna, 25 maggio 1873 – Vienna, 12 marzo 1945) è stato un architetto austriaco dell'Art Nouveau.

## Biografia
Dopo essersi diplomato alla Höhere Staatsgewerbeschule in architettura antica cristiana e medievale, ha inizialmente lavorato nello studio di Franz von Neumann sul design degli interni dell'Antonskirche di Vienna, nonché per i fratelli Anton e Josef Drexler.
1903 Hegele vinse il concorso per la costruzione del cimitero centrale di Vienna, che culminò con la chiesa di san Carlo Borromeo costruita tra il 1910 e il 1911.
Ha anche progettato il Fillgraderstiege a Mariahilf, costruito nel 1905-1907. Nel 1909 Hegele lavorò negli edifici scolastici di Krupp a Berndorf.
Dal 1919 ha svolto un lavoro di insegnante presso la scuola statale Schellinggasse.
Riposa in una tomba onoraria nel cimitero di Hadersdorf-Weidlingau. Nel 1969, Max-Hegele-Weg, situata 12º distretto di Vienna (Meidling), prende il nome da lui.